# Walking Through Fire
Walking Through Fire es el duodécimo álbum de estudio de la banda de rock canadiense April Wine publicado en 1986.

## Lista de canciones
Todas las canciones fueron escritas por Myles Goodwyn, excepto donde se indica lo contrario
1. "Rock Myself to Sleep" (Kimberley Rew y Vince De la Cruz) – 3:17
2. "Wanted Dead or Alive" (Jeff Cannata y Michael Soldan) – 3:31
3. "Beg for Your Love" (Eddie Schwartz) – 3:36
4. "Love Has Remembered Me" – 4:08
5. "Anejo" – 5:03
6. "Open Soul Surgery" (Jim Vallance) – 3:42
7. "You Don't Have to Act that Way" – 4:56
8. "Hold On" – 3:49
9. "All it Will Ever Be" – 4:41
10. "Wait Any More" – 4:25

## Formación
- Myles Goodwyn - voz, guitarra y teclados
- Brian Greenway - coros y guitarra.
- Jean Pellerin - bajo
- Daniel Barbe - teclados
- Marty Simon - batería